# 남선초등학교 (강원)
남선초등학교는 대한민국 강원특별자치도 정선군에 있는 공립 초등학교이다.

## 학교 연혁
- 1935.09.15 화동공립보통학교 남선간이학교 설립
- 1937.07.10 부설 낙동간이학교 설치
- 1939.04.01 남선공립심상소학교 인가
- 1939.07.07 남선공립심상소학교 개교
- 1941.03.05 남선국민학교로 개칭
- 1981.03.09 남선국민학교 병설유치원 개원
- 1987.03.01 웅동분교장 본교에 통폐합
- 1991.03.01 낙동국민학교 분교장 격하 편입
- 1994.03.01 자미원분교장 본교에 통폐합
- 1994.11.24 자미원분교장 본교에 통폐합
- 1995.03.01 남창국민학교 분교장 격하 편입
- 1995.03.01 남창국민학교 낙동분교장 본교에 편입
- 1995.03.01 남창국민학교 광덕분교장 본교에 편입
- 1996.03.01 남선초등학교로 개칭
- 2004.11.25 교문 진입공사 완공
- 2004.11.25 효행탑 제막
- 2005.02.28 광덕분교장 본교에 통폐합
- 2007.03.12 유치원 종일반 신설
- 2007.08.23 급식소 및 교실 2실 준공
- 2007.10.20 학교 도서관 구축 개관
- 2007.10.21 과학실험실 현대화 사업
- 2007.10.27 테니스장 철거 및 솔바람 교실 조성
- 2008.03.01 특수학급 신설
- 2008.05.03 정선 아리랑 가사비 건립
- 2009.06.04 통학 차량 구입
- 2009.08.24 복도 및 교실 마루 교체, 화장실 리모델링
- 2010.03.01 낙동분교장 통폐합
- 2014.03.01 제39대 이연호 교장 부임
- 2015.02.12 제73회 졸업식 거행(졸업생 총수 2,369명)
- 2025.03.01 남창분교장 본교에 통폐합

## 참고 자료
- 남선초등학교 - 한국교육학술정보원 학교알리미